# Кодекс 072
Кодекс 072 (Gregory-Aland), ε 011 (Soden) — унциальный манускрипт Нового Завета на греческом языке, палеографически датирован V век/VI веком.

## Особенности рукописи
Рукопись содержит текст Евангелии от Марка (2,23-3,5) на единственном листе пергамента (20 x 15 см). Палимпсест. Верхний текст на арабском языке. Текст расположен в одной колонке и в 19 строк.
Греческий текст этого манускрипта Аланд относит к III категории. 
Ранее манускрипт хранился в Куббат-эль-Хазне, Дамаск. Нынешнее местонахождение неизвестно.